# Едгарс Рінкевичс
Едгарс Рінкевичс (латис. Edgars Rinkēvičs; нар. 21 вересня 1973, Юрмала, Латвійська РСР) — латвійський політик, з 8 липня 2023 року 11-й Президент Латвії. До обрання на найвищу посаду впродовж 2011—2023 років очолював міністерство закордонних справ, також обіймав посади керівника канцелярії президента Латвії та державного секретаря міністерства оборони. Депутат трьох скликань Сейму Латвії.
Вступивши на посаду президента, Рінкевичс став першим відкритим геєм на чолі держави в країні Європейського Союзу.

## Біографія

### Раннє життя та освіта
Рінкевичс народився в Юрмалі, де закінчив середню школу в 1991 році. Після закінчення школи він вступив на бакалаврат історико-філософського факультету Латвійського університету, який закінчив у 1995 році. Паралельно, у 1994 та 1995 роках, вивчав політологію та міжнародні відносини у Гронінгенському університеті в Нідерландах. У 1997 році отримав ступінь магістра політології, а у 2000 році — другий ступінь магістра у Школа національної безпеки та ресурсної стратегії ім. Дуайта Д. Ейзенхауера.

### Кар'єра
У 1993 і 1994 роках Рінкевичс, ще навчаючись, працював журналістом, висвітлюючи зовнішню політику і міжнародні відносини на Латвійському радіо. У 1995 році він обійняв посаду старшого референта Департаменту політики Міністерства оборони, яку обіймав до березня 1996 року, коли став виконуючим обов'язки керівника Департаменту політики, а згодом — виконуючим обов'язки заступника державного секретаря з питань оборони. У травні 1997 року він став в.о. Державного секретаря з питань оборони, а в серпні 1997 року — головним державним секретарем з питань оборони, на цій посаді він перебував до жовтня 2008 року.
У 1998—2004 роках Рінкевичс був членом партії «Латвійський шлях». У лютому 1998 року він долучився до обговорення Хартії партнерства США та країн Балтії, а з 2002 по 2003 рік був членом латвійської делегації на переговорах щодо вступу Латвії до НАТО як заступник глави делегації. У 2008 році він був призначений керівником Канцелярії президента Латвії, яку обіймав до липня 2011 року. У жовтні того ж року Рінкевич приєднався до третього кабінету Валдіса Домбровскіса на посаді міністра закордонних справ. Спочатку він був позапартійним, а в січні 2012 року приєднався до Партії реформ Затлерса. У травні 2014 року Рінкевич приєднався до партії «Єдність».
Після відставки кабінету Домбровскіса у 2014 році він продовжив свою міністерську діяльність у першому уряді Лаймдоти Страуюми. У 2014 році він брав участь у парламентських виборах і був обраний до парламенту, після чого знову був затверджений на посаді міністра закордонних справ, цього разу в другому уряді Страуюми. Він обіймав посаду міністра закордонних справ з 2016 по 2019 рік в уряді Кучінскіса і з 2019 по 2023 рік в уряді Каріньша.

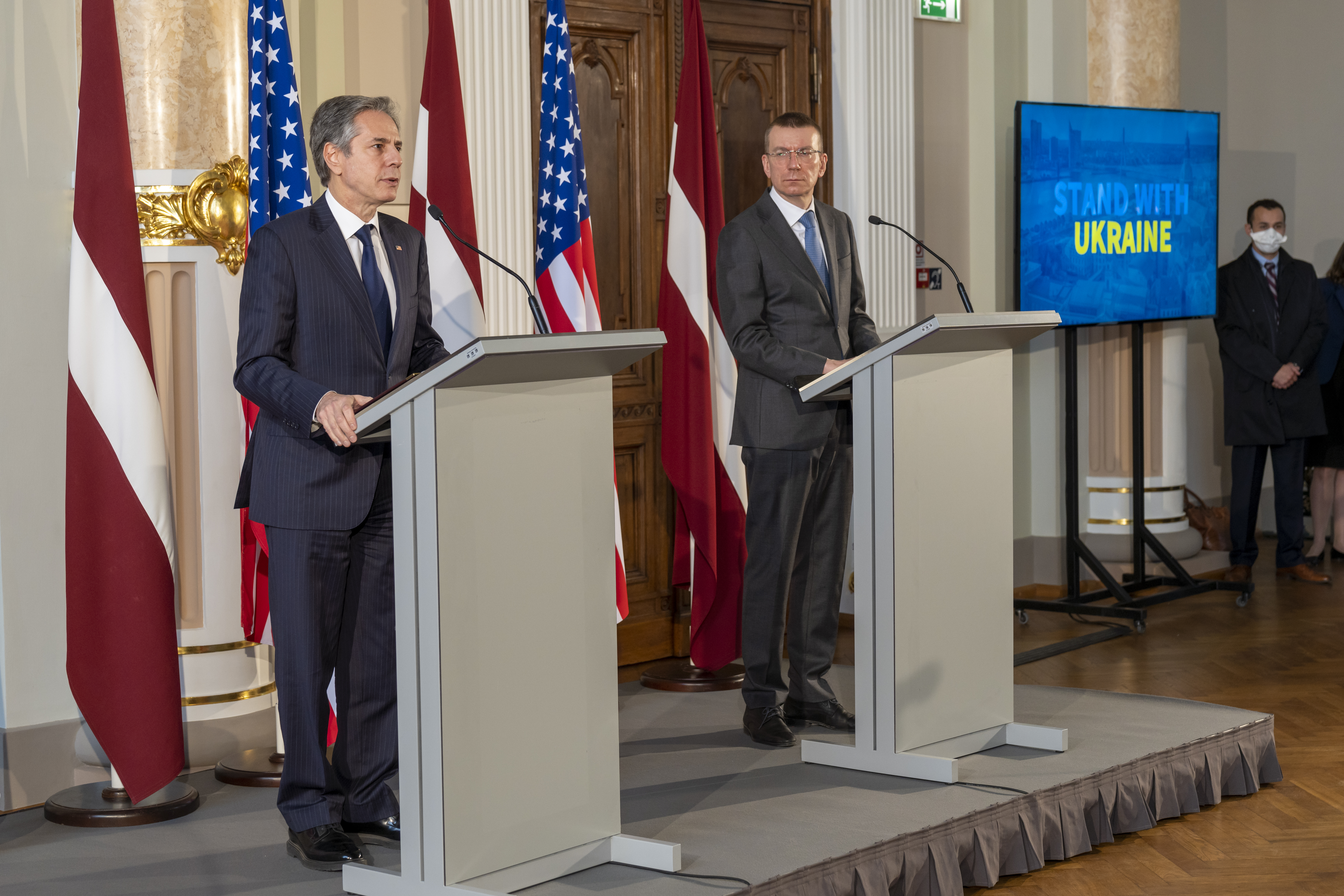
Рінкевичс разом з Ентоні Блінкеном у 2022 році

Був обраний президентом Латвії 31 травня 2023 року. 8 липня 2023 року вступив на посаду. Він вийшов з «Єдності» після обрання президентом, оскільки в Латвії прийнято, що президент повинен зберігати політичний нейтралітет.

## Політичні позиції
24 травня 2021 року, після захоплення представниками режиму Лукашенка рейсу Ryanair з Романом Протасевичем на борту, Едгарс разом із мером Риги Мартіньшем Стакісом власноруч замінили прапор Білорусі на історичний біло-червоно-білий прапор, який використовувався, зокрема, у протестах в Білорусі. Це сталося під час чемпіонату світу з хокею. Після цього Генеральний прокурор Білорусі порушив проти Рінкевичса та Стакіса кримінальні справи.
Рінкевичс привітав новину про встановлення повних дипломатичних відносин між Ізраїлем та Бахрейном.
Рінкевичс висловив глибоку стурбованість ескалацією бойових дій у спірному регіоні Нагірного Карабаху і закликав Вірменію та Азербайджан негайно припинити бойові дії і просуватися до мирного врегулювання.

## Особисте життя
6 листопада 2014 року він публічно оголосив у своєму профілі в Твіттері (зараз X), що він гей, що зробило його першим депутатом в Латвії, який оголосив про свою гомосексуальність, а також першим відкритим геєм-главою держави в країні ЄС. Крім латиської, він вільно володіє англійською, російською та французькою мовами.

## Нагороди
- 2022 — орден «За заслуги» I ступеня (Україна)[17]
- 2009 — орден «За заслуги» II ступеня (Україна)[18]
- 2007 — Старший офіцер Ордена Трьох зірок Латвійської Республіки
- 2007 — Нагорода НАТО «За похвальні заслуги»
- 2006 — Кавалер Ордена Оранских-Нассау Королівства Нідерландів
- 2005 — Хрест Заслуг Військ оборони Естонської Республіки
- 2005 — Хрест Ордена Заслуг Італійської Республіки
- 2005 — Командор Хреста Заслуги Польської Республіки
- 2004 — Командор Великого хреста Ордена Вієстурс Латвійської Республіки.
- 2004 — Пам'ятна медаль Міністерства оборони Латвійської Республіки «Сприяючи членства Латвії в НАТО».
- 2000 — Нагорода Міністра оборони Латвійської Республіки — знак пошани «За внесок у розвиток Збройних сил».